# Julián Yac
Julian Yac, né le 8 novembre 1985 à Sololá, est un coureur cycliste guatémaltèque. Il est notamment devenu champion du Guatemala sur route en 2011 et 2013. 

## Palmarès et résultats

### Palmarès par année
- 2006
  - Vuelta de la Juventud Guatemala :
    - Classement général
    - 2e étape
- 2011
  -  Champion du Guatemala sur route
- 2013
  -  Champion du Guatemala sur route
- 2014
  - 3e du championnat du Guatemala sur route
  - 3e de la Vuelta al Mundo Maya
- 2015
  - 3e du championnat du Guatemala sur route
- 2016
  - 2e du championnat du Guatemala sur route
- 2019
  - Grand Prix du Guatemala

### Classements mondiaux
| Année            | 2014 | 2015 | 2016 |
| ---------------- | ---- | ---- | ---- |
| UCI America Tour | 167e | 161e | 90e  |